# República da China nos Jogos Olímpicos de Verão de 1956
A República da China competiu nos Jogos Olímpicos de Verão de 1956, realizados em Melbourne, Austrália e Estocolmo, Suécia.